# Ameipsias
Ameipsias – grecki przedstawiciel komedii staroattyckiej. Żył w czasach Arystofanesa. Z jego dzieł zachowały się tytuły oraz fragmenty siedmiu sztuk.